# Бланш (фільм, 1971)
«Бланш» фр. Blanche) — французький драматичний фільм 1971 року режисера Валер’яна Боровчика, екранізація п’єси Юлія Словацького «Мазепа».

## Сюжет
Дія фільму відбувається у XIII столітті. До старовинного замку на бал приїжджає король зі своєю свитою. Старий володар замку одружений з молодою красунею Бланш, у яку таємно закоханий його дорослий син Ніколя. Але не тільки він, король і його паж теж не є винятком.  

## Ролі виконують
- Мішель Симон — володар замку
- Лігія Браніс[fr] — Бланш, дружина володаря замку
- Жорж Вільсон — король
- Жак Перрен — Бартоломео, паж
- Лоренс Тримбл — Ніколя, син володаря замку

## Навколо фільму
Роль дружини володаря замку — Бланш грає акторка Лігія Браніс (Ligia Branice), з якою Валер’ян Боровчик був одружений і зняв її у багатьох своїх фільмах.

## Нагороди
- 1972 Нагорода Берлінського міжнародного кінофестивалю:
  - Гран-прі нагорода Інтерфільм-форуму — Валер’ян Боровчик[2]